# دوهمسری (فیلم ۱۹۵۶)
دوهمسری (ایتالیایی: Il bigamo) فیلمی به کارگردانی لوچانو امر است که در سال ۱۹۵۶ منتشر شد. از بازیگران آن می‌توان به مارچلو ماسترویانی، ویتوریو دسیکا، کارلو ماتسارلا و ماریزا مرلینی اشاره کرد.